# Ruiny cukrowni w Konarach
Ruiny cukrowni w Konarach – ruina pierwszej na świecie cukrowni produkującej na skalę przemysłową cukier z buraków cukrowych, wzniesionej przez Franza Karla Acharda w miejscowości Konary (powiat wołowski, województwo dolnośląskie).

## Budynek
Zakład został zaadaptowany z dawnej dwutraktowej oficyny dworskiej stojącej przy szosie z Moczydlnicy Klasztornej do Krzelowa. Dokładna data adaptacji nie jest znana, najprawdopodobniej były to lata 1801–1802. Parterowy budynek miał 150 m² powierzchni i wewnątrz został podzielony na kilka pomieszczeń, w których umieszczono aparaturę produkcyjną. Zdekapitalizowany obiekt w końcu XIX wieku poddano restauracji. Był wówczas budynkiem wolno stojącym ze stromym i wysokim dachem, pokrytym dachówką. Nad kalenicą wznosił się masywny komin o wysokości około 8 metrów. Liczne otwory okienne różnej wielkości były prostokątne i pozbawione dekoracji. W szczytach umieszczono małe, koliste okna. Do budynku przylegała bardziej wyszukana architektonicznie brama wjazdowa na podwórze o wykroju półpełnym, ujęta pilastrami (bez głowic) wystającymi z muru i przykryta daszkiem ceramicznym. W pobliżu cukrowni rósł park z drzewostanem liściastym.
Pierwsza kampania cukrownicza rozpoczęła się bardzo późno (marzec 1802) i dostarczyła niewielkie ilości surowca – około 250 ton. W następnych latach Achard doskonalił w swym zakładzie różne procesy technologiczne, wykorzystując królewskie dotacje.

## Renowacja
Budynek cukrowni spłonął w 1945 i dopiero w 1964 został zabezpieczony jako trwała ruina (odsłonięcie nastąpiło 25 września 1964). Zabezpieczono wówczas fundamenty i dolne części murów z kamienia polnego i cegły. Zachowały się też fragmenty tynków wewnętrznych i zewnętrznych, które w 1964 uzupełniono. Relikty wyznaczają plan budynku o wymiarach 9 × 17 metrów. W pierwszym trakcie istniały trzy pomieszczenia, a w drugim cztery. W resztkach kilku otworów okiennych umieszczono parapety okienne. Pola pomiędzy resztkami murów wypełniono żwirem, by ograniczyć rozrost chwastów. Tylną ścianę podniesiono do wysokości trzech metrów i (od strony drogi) zabezpieczono okapem. Wmurowano tu tablicę pamiątkową ku czci Franza Karla Acharda z jego ceramicznym, płaskorzeźbionym portretem. Napis na tablicy jest następujący: W tym miejscu w roku 1802 powstała pierwsza w świecie cukrownia buraczana, której twórcą był Fr. Karl Achard. Relikty fabryki zabezpieczono w 1964 r. staraniem polskiego przemysłu cukrowniczego i Stowarzyszenia Techników Cukrowników. W pobliżu postawiono słup z napisami w językach obcych. Całość założenia projektował architekt wrocławski, Stanisław Kowalski. Prace wykonali robotnicy cukrowni w Górze, Klecinie, Małuszynie i Pastuchowie. Przy okazji robót uporządkowano też grób Acharda (obelisk) w Moczydlnicy.

## Wartość
Historycy sztuki podkreślają dużą wartość ruin, z uwagi na ich autentyzm i pierwotną, niezmienioną lokalizację.